# Carl Frederik Pedersen
Carl Frederik Pedersen (30. september 1884 i Øster Ulslev, Guldborgsund − 3. september 1968 i Nykøbing Falster) var en dansk roer, der deltog i Sommer-OL 1912, hvor han sammen med de øvrige medlemmer af den danske besætning fra Nykøbing Falster Roklub vandt guld i firer med styrmand, indrigger.